# José Treviño
José Sigifredo Treviño Ruiz, conocido como José o Pepe Treviño, (Monterrey, Nuevo León, México; 29 de enero de 1960) es un exfutbolista y entrenador mexicano. Jugaba como centrocampista y como entrenador ha desarrollado una extensa carrera en el fútbol mexicano y hondureño. 

## Jugador
Como jugador, se desarrolló en las fuerzas básicas del Club de Fútbol Monterrey, con el cual debutó profesionalmente en 1978. En los rayados se mantuvo jugando hasta 1986, año en que se consagró campeón de la Primera División de México bajo la dirección técnica de Francisco Avilán.
En 1987, pasó a ser jugador de los Correcaminos de la UAT, donde se retiró un año después.

## Entrenador
Comenzó su carrera como entrenador del Monterrey en 1998, con el cual debutó el 1 de agosto en el Estadio Tecnológico con una victoria de 1-0 sobre el Atlas de Ricardo La Volpe. Su primer torneo al mando de los rayados fue el Invierno 1998, en el cual finalizaron en el 4º puesto del grupo 3 y en el 13º de la tabla general. El 28 de febrero de 1999, fue despedido tras perder el clásico regiomontano contra Tigres de la UANL por 2-0 un día antes; en su lugar asumió Carlos Jara Saguier.
A mediados de ese año, arribó a Honduras para dirigir al Motagua, en sustitución de Héctor Castellón. En su primer semestre al frente de las águilas azules, Treviño logró ganar el Torneo Apertura 1999 frente a Olimpia. En 2002 retornó al Monterrey, tras los fallidos procesos de Benito Floro y Magdaleno Cano. Durante su segunda etapa como entrenador del cuadro regiomontano, finalizó en la 15.ª posición del Torneo Verano 2002, sin alcanzar la liguilla, por lo que fue reemplazado por Daniel Passarella.
En 2003, dirigió a Zacatepec durante el Torneo Verano 2003, con el cual finalizó en la segunda posición del grupo 2 y se clasificó a la liguilla, pero cayeron derrotados a manos del Correcaminos de la UAT en los cuartos de final. Cuando Treviño dejó la institución, los cañeros designaron como entrenador a Antonio Mohamed, quien se acababa de retirar jugando para el club. 
A finales de 2006, retornó al fútbol hondureño para asumir la dirección técnica del Real España, club con el cual ganó el Torneo Clausura 2007, pero fue sustituido por su compatriota Magdaleno Cano.
El 12 de octubre de 2009, en relevo de Héctor Hugo Eugui, la directiva de los Indios de Ciudad Juárez lo anunció como entrenador y a José Saturnino Cardozo como su auxiliar técnico. El 2 de marzo de 2010, después de la derrota por 3-0 contra Toluca en el Estadio Nemesio Díez, Treviño fue cesado de su cargo por malos resultados. Ese mismo año dirigió a los Guerreros de Hermosillo durante el Torneo Apertura 2010, pero el club quedó desafiliado de la Liga de Ascenso de México.
El 19 de septiembre de 2011, fue presentado como nuevo entrenador del Motagua por segunda ocasión. El 24 de octubre de 2012, la directiva del ciclón azul determinó rescindir su contrato tras una seguidilla de resultados negativos.
El 30 de noviembre de 2012, el Real España lo anunció como entrenador de cara al Torneo Clausura 2013, pero al cabo de un torneo fue despedido y sustituido por Hernán Medford.
El 25 de agosto de 2015, fue nombrado como director técnico de los Correcaminos de la UAT, club al que dirigió durante tres torneos del Ascenso MX. Tras el despido de Diego Alonso, el 1 de octubre de 2019 volvió a la dirección técnica del Monterrey, en esa ocasión de forma interina, alcanzando a dirigir dos partidos oficiales.

## Trayectoria

### Como jugador
| Club                     | País   | Año       |
| ------------------------ | ------ | --------- |
| Club de Fútbol Monterrey | México | 1978-1986 |
| Correcaminos de la UAT   | México | 1987-1988 |

### Como entrenador
| Club                       | País     | Año       |
| -------------------------- | -------- | --------- |
| Club de Fútbol Monterrey   | México   | 1998-1999 |
| Fútbol Club Motagua        | Honduras | 1999-2000 |
| Club de Fútbol Monterrey   | México   | 2002      |
| Club Atlético Zacatepec    | México   | 2003      |
| Real Club Deportivo España | Honduras | 2007      |
| Indios de Ciudad Juárez    | México   | 2009-2010 |
| Guerreros de Hermosillo    | México   | 2010      |
| Fútbol Club Motagua        | Honduras | 2011-2012 |
| Real Club Deportivo España | Honduras | 2013      |
| Correcaminos de la UAT     | México   | 2015-2016 |
| Club de Fútbol Monterrey   | México   | 2019      |

## Estadísticas como entrenador

### Trayectoria
Datos actualizados al 12 de octubre de 2019. 
| Equipo       | País                | Desde         | Hasta             | Estadísticas | Estadísticas | Estadísticas | Estadísticas | Estadísticas | Estadísticas | Estadísticas | Estadísticas  |
| Equipo       | País                | Desde         | Hasta             | PJ           | PG           | PE           | PP           | GF           | GC           | DG           | Efectividad % |
| ------------ | ------------------- | ------------- | ----------------- | ------------ | ------------ | ------------ | ------------ | ------------ | ------------ | ------------ | ------------- |
| Monterrey    | Bandera de México   | Invierno 1998 | Verano 1999       | 25           | 6            | 7            | 12           | 31           | 47           | (-16)        | 33.33%        |
| Motagua      | Bandera de Honduras | Apertura 1999 | Clausura 2000     | 41           | 21           | 17           | 3            | 66           | 33           | (+33)        | 65.04%        |
| Monterrey    | Bandera de México   | Verano 2002   | Verano 2002       | 18           | 5            | 5            | 8            | 21           | 28           | (-7)         | 37.04%        |
| Zacatepec    | Bandera de México   | Verano 2003   | Verano 2003       | 20           | 8            | 9            | 3            | 35           | 25           | (+10)        | 55%           |
| Real España  | Bandera de Honduras | Clausura 2007 | Clausura 2007     | 22           | 15           | 4            | 3            | 37           | 12           | (+25)        | 74.24%        |
| Indios       | Bandera de México   | Apertura 2009 | Bicentenario 2010 | 14           | 0            | 4            | 10           | 4            | 26           | (-22)        | 9.52%         |
| Guerreros    | Bandera de México   | Apertura 2010 | Apertura 2010     | 17           | 6            | 7            | 4            | 19           | 21           | (-2)         | 49.02%        |
| Motagua      | Bandera de Honduras | Apertura 2011 | Apertura 2012     | 45           | 15           | 21           | 9            | 50           | 36           | (+14)        | 48.89%        |
| Real España  | Bandera de Honduras | Clausura 2013 | Clausura 2013     | 18           | 5            | 7            | 6            | 18           | 22           | (-4)         | 40.74%        |
| Correcaminos | Bandera de México   | Apertura 2015 | Apertura 2016     | 46           | 13           | 13           | 20           | 38           | 53           | (-15)        | 37.68%        |
| Monterrey    | Bandera de México   | Apertura 2019 | Apertura 2019     | 2            | 1            | 0            | 1            | 3            | 3            | (0)          | 50%           |
| Total        | Total               | Total         | Total             | 268          | 95           | 94           | 79           | 322          | 306          | (+16)        | 47.14%        |

### Resumen estadístico
| Torneo                           | Estadísticas | Estadísticas | Estadísticas | Estadísticas | Estadísticas | Estadísticas | Estadísticas | Estadísticas  |
| Torneo                           | PJ           | G            | E            | P            | GF           | GC           | DG           | Efectividad % |
| -------------------------------- | ------------ | ------------ | ------------ | ------------ | ------------ | ------------ | ------------ | ------------- |
| 1ª México                        | 57           | 11           | 16           | 30           | 56           | 101          | -45          | 28.65%        |
| 1ª Honduras                      | 125          | 56           | 49           | 20           | 171          | 102          | +69          | 57.87%        |
| 2ª México                        | 80           | 26           | 29           | 25           | 89           | 94           | -5           | 44.58%        |
| Copa Libertadores                | 1            | 0            | 0            | 1            | 1            | 2            | -1           | 0%            |
| Liga de Campeones de la Concacaf | 1            | 0            | 0            | 1            | 0            | 1            | -1           | 0%            |
| Copa México                      | 4            | 2            | 0            | 2            | 5            | 6            | -1           | 50%           |
| Total                            | 268          | 95           | 94           | 79           | 322          | 306          | +16          | 47.14%        |

Actualizado el 12 de octubre de 2019, Cafetaleros de Tapachula 1:2 Monterrey. 

## Palmarés

### Como jugador

#### Campeonatos nacionales
| Título           | Club      | País   | Año  |
| ---------------- | --------- | ------ | ---- |
| Primera División | Monterrey | México | 1986 |

### Como entrenador

#### Campeonatos nacionales
| Título          | Club        | País     | Año  |
| --------------- | ----------- | -------- | ---- |
| Torneo Apertura | Motagua     | Honduras | 1999 |
| Torneo Clausura | Real España | Honduras | 2007 |